# لويس باول
لويس باول (بالإنجليزية: Lewis Powell (conspirator)) (و. 1844 – 1865 م) هو جندي من الولايات المتحدة الأمريكية ولد في مقاطعة راندولف.